# Fusar
Fusarul (Zingel streber) este un pește bentonic, dulcicol, mic, de 12–17 cm din ordinul perciformelor, care trăiește în apele limpezi, pe funduri nisipoase, cu pietriș sau argilă din bazinul Dunării (Dunăre, Tisa, Vișeu, Someș, Criș, Târnava, Prut) și al Vardarului. Are corpul în formă de fus, capul este comprimat dorso-ventral, cu contur triunghiular. Pedunculul caudal este subțire. Gura subterminală, mică. Cele două înotătoare dorsale sunt situate departe una de alta, iar înotătoarele ventralele sunt deplasate mult înainte. Înotătoarea anală este lungă. Coloritul corpului este galben-cafenie cu 4-5 dungi late, oblice, negre, iar abdomenul alb-gălbui. Se hrănește cu viermi, larve de insecte, icre și pui de pește. Depune icrele pe pietre sau plante în martie-mai. Fiind rar și de dimensiuni mici, are importanță economică redusă.